# Pelomys fallax
Pelomys fallax là một loài động vật có vú trong họ Chuột, bộ Gặm nhấm. Loài này được Peters mô tả năm 1852.
Loài này sinh sống ở Angola, Cộng hòa Dân chủ Công, Namibia, Mozambique, Burundi.